# Working Week
Working Week byl britský hudební soubor, který hrál jazz a taneční hudbu. Byl aktivní v osmdesátých a devadesátých letech dvacátého století.
Skupina Working Week byla založena v roce 1983 kytaristou Simonem Boothem a saxofonistou Larrym Stabbinsem. Oba byli členové proto new wave jazz-popové kapely Weekend; ta se rozpadla po odchodu zpěvačky Alison Statton, která se rozhodla stát učitelkou. Weekend také připravil cestu dalším britským jazz-popovým kapelám jako Everything But the Girl nebo Swing Out Sister. V roce 1984 dvojice vydala svůj debutový singl „Venceremos - We Will Win“, který byl tributem chilskému zpěvákovi Víctoru Jaraovi a vokálně se na něm podíleli také Robert Wyatt a Tracey Thorn z Everything But the Girl.
Debutové album Working Nights s novou zpěvačkou Juliet Roberts bylo vydáno v dubnu 1985. Roberts byla zpěvačkou i na druhém albu Companeros and Surrender z roku 1986, ale ježtě téhož roku kapelu opustila. Její místo obsadila Julie Tippetts, která také zpívala na albu Fire in the Mountain vydaném v roce 1989. Na posledním studiovém albu Working Week Black and Gold (1991) se jako sólová vokalistka podílela Eyvon Waite.

## Diskografie

### Alba
- Working Nights (1985)
- Companeros (1986)
- Surrender (1987)
- Paycheck (1988)
- Fire in the Mountain (1989)
- Black and Gold (1991)
- Payday (Best of Working Week) (1999)[1]

### Singly
- „Venceremos (We Will Win)“ (1984)
- „Storm of Light“ (1984)
- „Sweet Nothing“ (1985)
- „Stella Marina“ (1985)
- „Inner City Blues“ (1985)
- „I Thought I'd Never See You Again“ (1985)
- „Too Much Time“ (1986)
- „South Afric“ (1986)
- „Rodrigo Bay“ (1986)
- „Don't Touch My Friend“ (1986)
- „Surrender“ (1987)
- „Largo“ (1987)
- „Knocking On Your Door“ (1988)
- „Eldorado“ (1989)
- „Blade“ (1989)
- „Testify“ (1990)
- „Positive“ (1991)
- „Holding On“ (1991)